# Væv (biologi)
 For alternative betydninger, se væv. (Se også artikler, som begynder med væv)
Inden for biologi er et væv den levende del af et dyr eller en plante. Et væv består af en bestemt type celler, der varetager en specifik biologisk funktion. Organer er opbygget af forskellige typer væv.
Studiet af væv kaldes histologi, mens studiet af sygt væv kaldes histopatologi. Den traditionelle metode til undersøgelse af væv er at betragte ultrafine snit af væv indstøbt i paraffin og behandlet med farvestof i et lysmikroskop. Inden for de seneste årtier er nye undersøgelsesmetoder blevet udviklet og forfinet, herunder elektronmikroskopi og histokemiske metoder, hvilket har forøget den opnåelige detaljeringsgrad. Ved hjælp af disse metoder er det blevet lettere at studere sygt væv og stille en præcis klinisk diagnose.

## Dyrevæv
Dyrevæv kan inddeles i fire hovedtyper: bindevæv, muskelvæv, nervevæv og epitelvæv. Forskellige typer væv udgør et organ. Skønt alle dyr kan siges at indeholde de fire hovedtyper, kan vævene fremstå meget forskelligt fra organisme til organisme. Udviklingen af cellerne i et væv kan eksempelvis ske forskelligt alt efter dyrearten.

### Bindevæv
Bindevæv består af celler omgivet af amorft, ikke-levende materiale kaldt den ekstracellulære matrix. Bindevæv giver organer deres form og holder dem på plads. Eksempler på bindevæv er knoglevæv, fedtvæv og blod.
Som navnet antyder, har bindevævet til formål at binde andre væv sammen og støtte dem.

### Muskelvæv
Muskelceller udgør kroppens aktive, sammentrækkelige væv kendt som muskelvæv. Muskelvævets opgave er at generere kraft og skabe bevægelse, både eksternt og internt (i de indre organer). Muskelvæv inddeles i tre kategorier: glat muskulatur, der findes i væggen af et organ; skeletmuskulatur, der hæfter til knogler og varetager viljestyret bevægelse; og hjertemuskulatur, der findes i hjertet og sørger for, at det trækker sig sammen og pumper blod rundt i organismen.

### Nervevæv
Nerveceller i centralnervesystemet og det perifere nervesystem kaldes under ét for nervevæv. I centralnervesystemet udgør nervevævet hjernen og rygmarven, mens det i det perifere nervesystem udgør kranienerver og spinalnerver inklusiv de motoriske neuroner. Nervevævets hovedfunktion er at sende eller transmittere beskeder i form af nerveimpulser.

### Epitelvæv
Epitelvæv udgøres af celler, der beklæder kroppens overflader, f.eks. huden, luftvejene, forplantningssystemet og fordøjelseskanalens indervæg. Epitelcellerne er forbundne via semipermeable tight junctions; epitelvæv udgør således en barriere mellem det ydre miljø og organet, det beklæder. Det beskytter mod mikroorganismer, vævsskade og væsketab. Specialiseret epitelvæv kan varetage opgaver som sekretion (kirtler) og absorption (i forbindelse med fordøjelse).
Hos alle dyr udvikles epitelvævet fra ektodermen og endodermen, mens det såkaldte endotel – en speciel type epitel, der beklæder blodkarrene indvendigt – udvikles fra mesodermen.

#### Underinddeling
Epitelvæv inddeles i forskellige typer på basis af antallet af cellelag og formen af cellerne i overfladelaget. Er der kun ét cellelag i epitelet, kaldes det enlaget; er der to eller flere, kaldes det flerlaget. Epitelcellekerne kan afhængig af deres højde beskrives som pladeformede, kubiske eller cylindriske.
Denne inddeling giver følgende undertyper:
- Enlaget pladeepitel
- Flerlaget pladeepitel
- Enlaget kubisk epitel
- Flerlaget kubisk epitel (sjælden)
- Enlaget cylindrisk epitel
- Flerlaget cylindrisk epitel (sjælden)
- Pseudolagdelt cylinderepitel (enlaget; flerlaget udseende)
- Overgangsepitel (flerlaget; tidligere fejlagtigt opfattet som overgangsform mellem flerlaget pladeepitel og cylindrisk epitel)[1]